# Viola grandisepala
Viola grandisepala är en violväxtart som beskrevs av Wilhelm Becker. Viola grandisepala ingår i släktet violer, och familjen violväxter. Inga underarter finns listade i Catalogue of Life.